# Anhinga melanogaster
El pato aguja asiático o pato aguja oriental (Anhinga melanogaster) es una especie de ave suliforme de la familia Anhingidae. Es un ave acuática que habita en el África subsahariana, la India, el Sureste Asiático y Australia.

## Descripción
El pato aguja asiático mide entre 85 y 95 cm de longitud. Su plumaje es de color variado según el individuo; generalmente las plumas son de color gris o marrón, aunque las hembras tienen un plumaje diferente al de los machos.
El pato aguja asiático se diferencia de los demás patos aguja por la franja blanca en el cuello. Las plumas exteriores son permeables, para reducir la flotabilidad y facilitar la inmersión. Las plumas interiores son impermeables y cumplen una función aislante. Para facilitar más la inmersión sus huesos tienen menos espacio para el aire en su interior que los de las demás aves. Las patas son palmeadas, debido a la adaptación al medio acuático. El cuello y la cabeza están diseñados para la alimentación. Las vértebras cervicales están adaptadas para la caza y forman una retorcedura en forma de Z o S.

## Biología y comportamiento

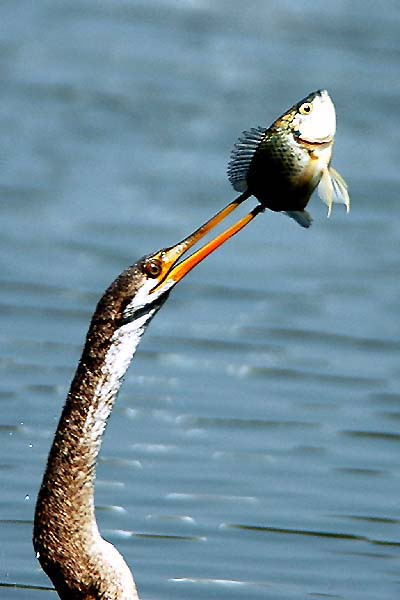
Pato aguja con presa.

El pato aguja asiático vive en selvas y bosques, cerca de ambientes acuáticos, normalmente cerca de la orilla de ríos y lagos. Se alimenta de peces y otros animales acuáticos. Para la caza emplea su pico, con el que arponea a sus presas. Normalmente nada con la cabeza y el cuello por encima de la línea del agua, mientras que el resto del cuerpo está sumergido. Al igual que los cormoranes, tras una inmersión deja secar sus plumas permeables con las alas extendidas, posado sobre una rama, cerca del agua.
En la época de reproducción el pato aguja asiático construye su nido con pequeñas ramas sobre los árboles en la orilla del agua, generalmente a unos 5 m por encima del nivel del agua. La hembra suele poner de 3 a 6 huevos.